# 陳碧峰
陳碧峰（1944年12月11日—），臺灣政治人物，民主進步黨籍前任臺北市議會議員（代表士林、北投選區）。政治色彩屬於扁系，為一邊一國連線成員。其女陳慈慧於2014年代父出征，於2014年12月25日當選台北市議會議員。

## 外部連結
- 臺北市議會市議員資訊網 （页面存档备份，存于）